# Nāgara

Vista del lateral del Templo de Vishvanatha, en la ciudad sagrada de Khajuraho. Ordenado construir por el rey Dhanga de la dinastía Chandella, en el 1002 d. C.

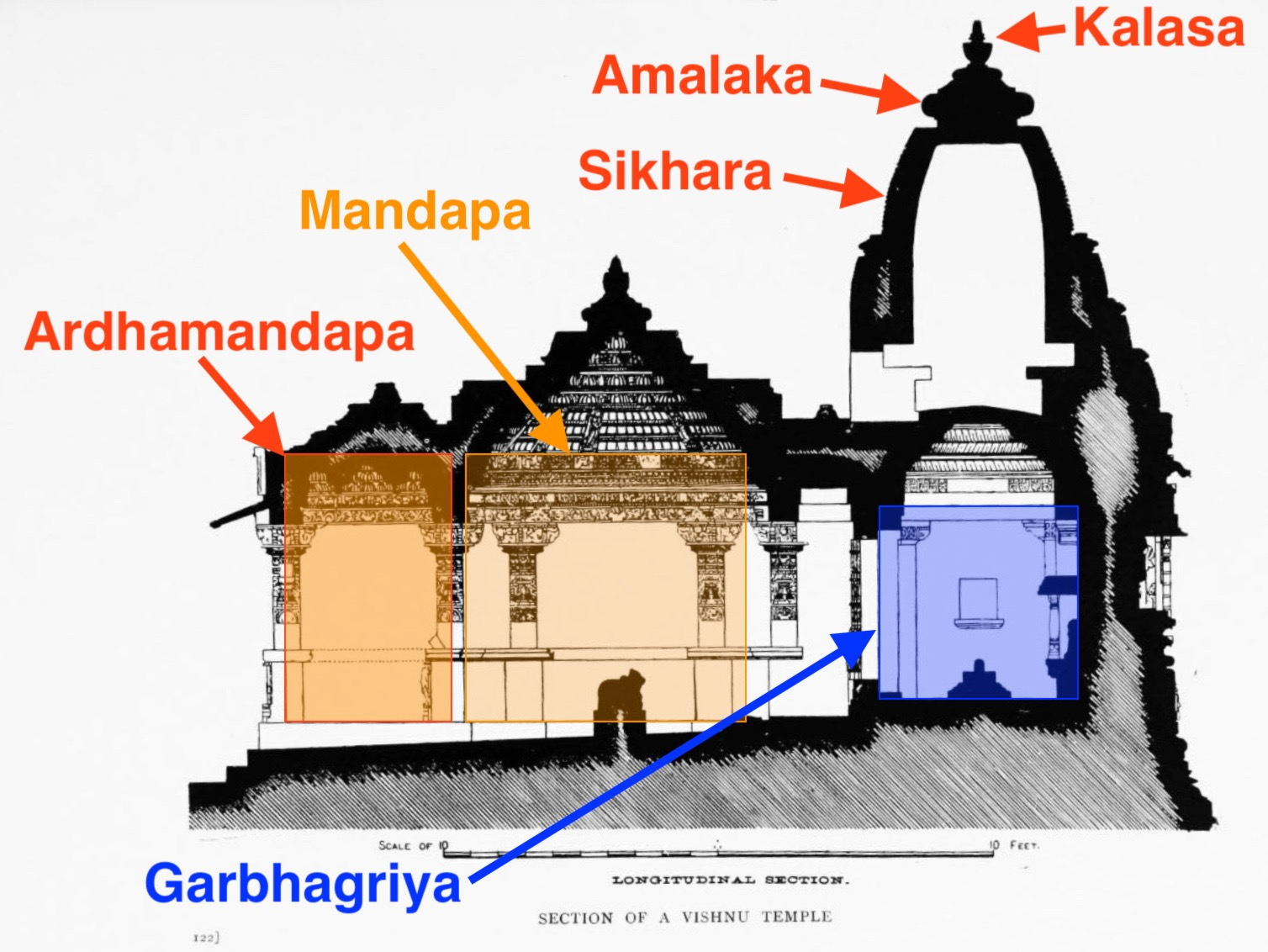
Alzado de nāgara de cuatro salas y sus partes fundamentales.

Nāgara, significa literalmente del sánscrito "capital", es el nombre del estilo arquitectónico que reciben los templos hindúes del norte de India. Se caracterizan por dos volúmenes arquitectónicos fundamentales: el maṇḍapa o sala de los humanos, y el śikhara o sala del dios.

## Contexto
Los nāgara se desarrollan en el periodo medieval de India, entre el siglo VIII d. C. y el XV d. C. Este periodo se caracteriza por la fragmentación territorial del norte de India en multitud de reinos de pequeño tamaño. Desde el siglo IX d. C. esta zona fue testigo de las sucesivas oleadas invasoras musulmanas a las que hizo frente la comunidad hindú. A lo largo del tiempo los musulmanes se fueron asentando y creando sus propios feudos en el territorio indio. Entre los siglos IX y XIII d. C. fueron muchos los enfrentamientos entre estas dos comunidades religiosas y muchos los templos hindúes destruidos. Durante este periodo destacaron dos dinastías hindúes de envergadura, que se hacían llamar a sí mismos rājputs ("hijos de reyes").
La dinastía Ganga, en el estado indio actual de Orissa, que fueron los que realizaron los magníficos recintos sagrados de Bhuvaneshvar, Puri y Konarak.
La dinastía Chandella, en la antigua región de Bundhelkhand (hoy en el estado indio de Madhya Pradesh), que construyó la ciudad sagrada de Khajuraho, que conserva en la actualidad sólo 25 templos de los 85 que ocuparon el recinto sagrado, y que es conocida por sus famosas esculturas eróticas.
A lo largo de este periodo se tipifica el templo hindú característico del norte de India, el cual está repleto de esculturas de extraordinaria calidad cuyo desarrollo álgido se logra en los siglos anteriores (entre el siglo V y el VIII d. C.) y que celebran en los nāgara su consolidación en los templos.

## Historia
A partir del siglo VII d. C. se determina la estructura del templo hindú, tanto en el norte (nāgara) como en el sur (vimāna). Aunque se tratan de dos tipologías muy diferentes, ambas comparten unos orígenes comunes. Su referente constructivo son las edificaciones que existían en el periodo anterior, es decir, fundamentalmente los chaitya budistas y las construcciones en madera. De estas últimas no se ha conservado nada excepto su aspecto representado en los relieves de los stūpas budistas. Sin embargo, a pesar de tener un referente constructivo, los templos hindúes tuvieron que adaptarse a las necesidades del resurgimiento del Hinduismo tras el periodo budista, que incluía varias novedades. Por un lado estaba la concepción de la divinidad como un ser de costumbres parecidas a la de los seres humanos. Y por otro, el templo es concebido como la morada del dios, su palacio o prāsāda, que en ningún caso es un lugar de congregación de fieles y tampoco de rezo colectivo, sino un enclave donde se acude individualmente a realizar tres acciones: la contemplación de la divinidad (darśana), la circunvalación ritual (pradakṣiṇa) y la adoración y ofrenda a la deidad (pūjā).
La arquitectura era considerada en India una ciencia sagrada que se transmitía de generación en generación, basada en el conocimiento de textos sagrados y secretos. Como tales eran objeto de culto y eran tratados con el mayor de los respetos. Los textos sagrados dedicados específicamente a la arquitectura son los Vāstu Śāstra y Vāstu Vidyā. Estos tratados alcanzaron su madurez entorno el siglo X d. C. y contienen un profundo y complejo conocimiento de la construcción, que se imbrica con la concepción hindú simbólica sagrada.
La construcción de los templos es concebida como una gran ofrenda ritual por parte del donante, la mayoría reyes hindúes. También demostraban con sus arquitecturas sagradas, su hegemonía territorial y el poder de sus dinastías para reafirmarse frente a otros reinos hindúes y sobre la creciente presencia musulmana.

## Descripción

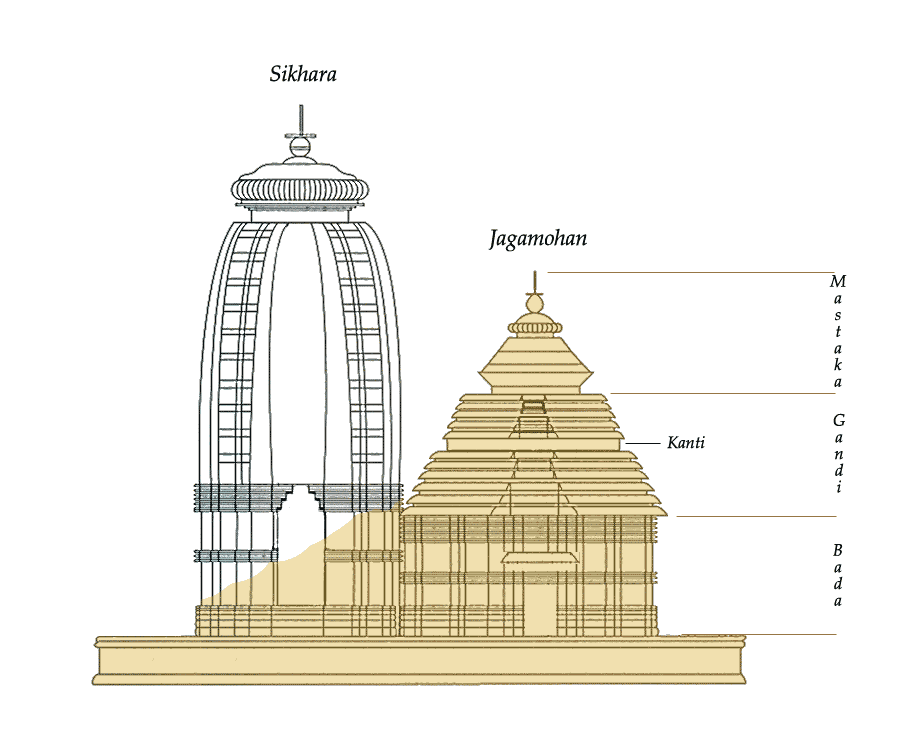
Alzado del Templo de Sūrya en Konarak, siglo XIII d. C.

Los nāgara poseen como rasgo distintivo dos volúmenes tanto en su exterior como en su interior. Desde su entrada se accede al maṇḍapa (literalmente "pabellón") o sala de los humanos, espacio dedicado a la recepción de los fieles que deciden acudir hasta el templo. Los maṇḍapas se caracterizan por una exuberante decoración escultórica. Existen distintos tipos según el uso que se le quiera dar, así como maṇḍapas exentos y cercanos al templo que se destinan a actividades relacionadas con el recinto sagrado, como la danza, biblioteca y sala de coronaciones. Éstos pabellones externos reproducen la estructura arquitectónica del edificio principal total o parcialmente.
El segundo volumen fundamental es el del śikhara o sala del dios, nombre por el cual también puede conocerse a los templos del norte de India. Al exterior se reconoce con facilidad por elevarse en altura en un cubierta śikhara o "torre", lo que procura una imagen escalonada en altura del edificio al exterior. Al interior se distingue por la oscuridad propiciada por los gruesos muros sin vanos de esta parte del templo, que se ubica debajo y dentro de la "torre", donde se aloja la parte más sagrada y donde habita la divinidad: el garbha-gṛha (literalmente "cámara uterina"). El śikhara en altura y el garbha-gṛha en profundidad y oscuridad, componen el sancta sanctorum del templo hindú. Para el Hinduismo la altura y la oscuridad son elementos que componen y son sinónimos de sacralidad. Por último, pero no menos importante, los śikhara están rematados por dos piezas superpuestas significativas. El āmalaka, que es un disco de piedra que corona el śikhara; y el kalasa, una pieza de gran carga simbólica que se asienta sobre el āmalaka y representa el vaso ritual sin el cual no se consagra ningún nāgara.
A partir del siglo X d. C. es frecuente encontrar hasta cuatro salas en los nāgara, en orden gradual de ascensión al exterior y en orden gradual de oscuridad al interior. Estas salas serían: antesala (ardhamaṇḍapa) y sala (maṇḍapa) de los humanos, antesala y sala (garbha-gṛha) del dios.